# باينا ديل مونتالجراو
بلدية باينا ديل مونتالجراو (بالإسبانية: Pina de Montalgrao)‏، هي إحدى بلديات مقاطعة كاستيلون التي تقع في منطقة بلنسية، في شرق إسبانيا.
يبلغ عدد سكانها 161 نسمة وفقاً لإحصائية سنة (2006).